# Кортен (Сливенская область)
Кортен (болг. Кортен) — село в Болгарии. Находится в Сливенской области, входит в общину Нова-Загора. Население составляет 1 781 человек.
Село расположено в 5 км. к северу от Нова-Загора, в 24 км. южнее Твырдицы и в 140 км. восточнее Пловдива.

## Название
Согласно распространённому преданию, своё название село получило ещё в III-IV вв., во времена римского правления. Устроенный римлянами укреплённый лагерь был снабжен когортой. Местная фракийская община, обеспечившая римлян продовольствием, получила название «Когорта», а её жители именовались «когортянами». Позже, славянские племена переняли топоним, изменив его на славяно-болгарский лад.
По версии болгарского профессора Ивана Дуриданова, название села восходит к слову «корытене», обозначающему рельеф местности, похожий на корыто.
Наконец, ещё одна версия гласит, что местные жители были «корытниками» — изготовителями корыт.

## Политическая ситуация
В местном кметстве Кортен, в состав которого входит Кортен, должность кмета (старосты) исполняет Милен Тодоров Користилов (Граждане за европейское развитие Болгарии (ГЕРБ)) по результатам выборов правления кметства.
Кмет (мэр) общины Нова-Загора — Николай Георгиев Грозев (Граждане за европейское развитие Болгарии (ГЕРБ)) по результатам выборов в правление общины.

## Интересные факты
В 1830 году переселенцы из села Кортен основали одноименное село в Бессарабии.
В 1962 была установлена переписка между двумя сёлами.